# Cromosoma 20
El cromosoma 20 és un dels 23 parells de cromosomes humans. La població posseeix normalment dues còpies d'aquest cromosoma. El cromosoma 20 posseeix aproximadament uns 63 milions de parells de bases, que representen entre el 2-2,5% de l'ADN total.

## Gens
El nombre estimat de gens continguts en el cromosoma 20 és més de 900. Alguns d'aquests gens són:
- EDN3: endotelina 3
- JAG1: jagged 1 (síndrome de Alagille)
- PANK2: pantotenat-cinasa 2 (síndrome de Hallervorden-Spatz)
- PRNP: proteïna priònica (p27-30) (malaltia de Creutzfeld-Jakob, síndrome de Gerstmann-Strausler-Scheinker, insomni fatal familiar)
- tTG: transglutaminasa tissular (malaltia del celíac)

## Malalties i trastorns

Imatge del cromosoma 20 humà.

Les següents malalties són algunes de les relacionades amb gens en el cromosoma 20:
- Síndrome de Alagille
- Celiaquia
- Neurodegeneració pantotenat cinasa-associada
- Malaltia de Creutzfeldt-Jakob
- Síndrome de Waardenburg